# نحميا رايس نايت
نحميا رايس نايت (31 ديسمبر 1780 كرانستون في ولاية رود آيلاند—18 ابريل سنة 1854 في ولاية رود آيلاند) وهو سياسي أمريكي كان قد شغل منصب حاكم ولاية رود آيلاند ما بين عامي 1817 إلى عام 1821 وخدم كذلك في مجلس الشيوخ الأمريكي ما بين عامي 1821 إلى عام 1841.